# Mads Hendeliowitz
Mads Hendeliowitz, född 14 januari 1982 i Köpenhamn, är en svensk-dansk dressyrryttare. Han tävlar för Segersta Sportryttare.
Hendeliowitz tävlade för Sverige vid olympiska sommarspelen 2016 i Rio de Janeiro, där han slutade på 29:e plats i den individuella dressyren och på femte plats i lagtävlingen. Hendeliowitz var först listad som reserv vid OS 2016 men fick tävla efter att Therese Nilshagens häst Dante Weltino inte klarat veterinärbesiktningen.